# Sérine/thréonine protéine-kinase

O-Phosphothréonine.

Une sérine/thréonine protéine-kinase est une protéine-kinase qui catalyse la phosphorylation de protéines sur certains de leurs résidus de sérine ou de thréonine, dont la chaîne latérale est semblable, pour former des résidus de O-phosphosérine ou de O-phosphothréonine respectivement.

Sérine.
Thréonine.
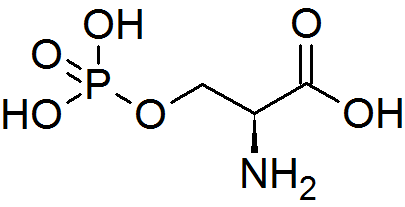
O-Phosphosérine.

Au moins 125 des plus de 500 protéines-kinases humaines connues sont des sérine/thréonine kinases (STK). Ce type de phosphorylation intervient dans de très nombreux processus cellulaires et constitue une modification post-traductionnelle très importante,,,,,,.
L'expression des sérine/thréonine protéines-kinases est modifiée dans de nombreux types de cancers. Des inhibiteurs de STK ont montré un bénéfice limité dans le traitement du cancer de l'ovaire. La kinase s6 ribosomique (en) (RSK) est impliquée dans le développement de certains cancers de la prostate.